# John Bell (actor)
John Bell (Escocia, 20 de octubre de 1997) es un actor británico. Resulta conocido en particular por haber interpretado a Bain en las películas El hobbit: la desolación de Smaug y El hobbit: la batalla de los Cinco Ejércitos. También interpretó el papel de Helios, el hijo de Perseo, en Wrath of the Titans.

## Carrera
Bell hizo su debut en la televisión en el 2007, cuando interpretó a Creet en un episodio de Doctor Who después de que ganó un papel en una competición de Blue Peter. En 2009, interpretó el papel principal de Connor en Transit, drama un corto.
Bell apareció en su primer papel en el cine en 2009 cuando interpretó el papel del joven huérfano Tomas en A Shine of Rainbows.

De 2009 a 2010 interpretó a Anthony Weaver en la serie de televisión Life of Riley, y en 2011, aparecido en la película de televisión Hattie como Robin Le Mesurier. A partir de 2010 - 2011, Bell interpretó a Toby Coleman en la serie de televisión para niños nominada a los premios BAFTA, Tracy Beaker Returns. En julio de 2011 fue nombrado por Screenterrier como uno de los mejores 12 actores británicos en ascenso.
En 2012, Bell interpretó a Helios en película de fantasía de Wrath of the Titans y luego como Angus en la película de ciencia ficción Battleship. Luego apareció como Billy Bempsy en la miniserie de televisión Hatfields y McCoys. También en 2012, fue elegido para el papel de Bain en las películas de fantasía épica El hobbit: la desolación de Smaug y El hobbit: la batalla de los Cinco Ejércitos. En 2013 interpretó a Jamie Carr en un episodio de la serie de televisión Midsomer Murders.

## Filmografía
| Año         | Título                                       | Papel             | Notas                       |
| ----------- | -------------------------------------------- | ----------------- | --------------------------- |
| 2007        | Doctor Who                                   | Creet             | 1 Episodio                  |
| 2009        | Transit                                      | Connor            | Papel principal             |
| 2009        | A Shine of Rainbows                          | Tomas             | Starring Role               |
| 2009 - 2010 | Life of Riley                                | Anthony Weaver    | 7 Episodios                 |
| 2011        | Hattie                                       | Robin Le Mesurier | Película para la televisión |
| 2010-11     | Tracy Beaker Returns                         | Toby Coleman      | Starring Role               |
| 2012        | Wrath of the Titans                          | Helios            | Película                    |
| 2012        | Battleship                                   | Angus             | Película                    |
| 2013        | Midsomer Murders                             | Jamie Carr        | 1 Episodio                  |
| 2013        | El hobbit: la desolación de Smaug            | Bain              |                             |
| 2014        | El hobbit: la batalla de los Cinco Ejércitos | Bain              |                             |
| 2017        | Outlander                                    | Ian               |                             |